# Фукуока (аэропорт)
Аэропорт Фукуока (яп. 福岡空港 Фукуока Ку:ко:) — аэропорт, расположенный в районе Хаката-ку города Фукуока, в 3 километрах к востоку от железнодорожного вокзала Хаката. Ранее был известен как авиабаза Итадзукэ. Согласно японской классификации является аэропортом второго класса.
Аэропорт Фукуока является четвёртым по загруженности аэропортом Японии. В 2012 году обслужил 17,4 миллионов пассажиров. Располагает одной взлётно-посадочной полосой длиной 2800 метров. Находится в окружении жилых районов Фукуоки, в связи с чем не обслуживает рейсы с 22 часов вечера до 7 часов утра по просьбе местных жителей. Терминал внутренних рейсов соединён с метрополитеном, международный терминал обслуживается автобусами. Альтернативными аэропортами префектуры Фукуока являются аэропорты Сага и Китакюсю.

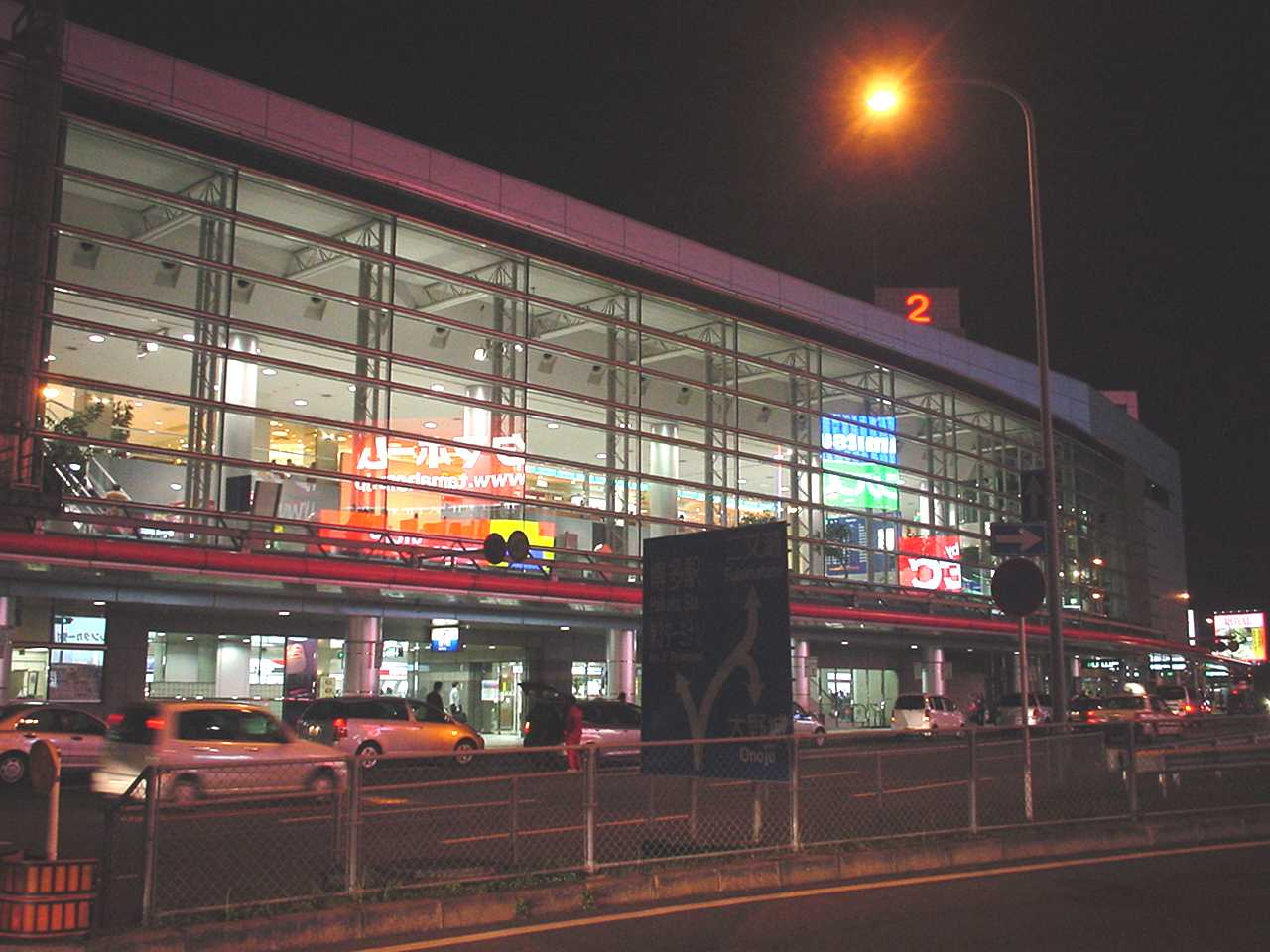
Терминал 2 аэропорта Фукуока ночью

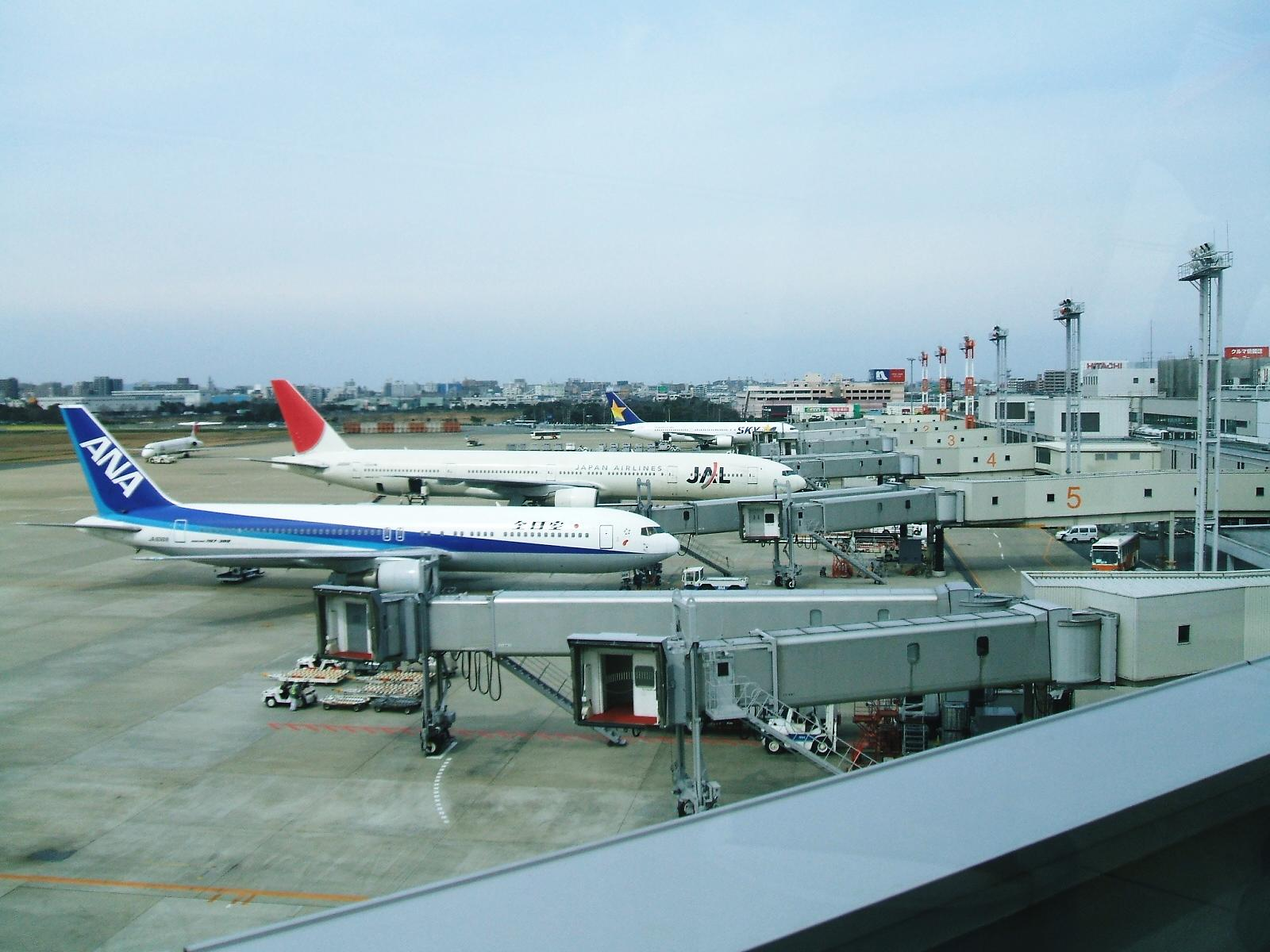
Самолёты Japan Airlines и All Nippon Airways у выходов 1-6 терминала 3

## История
Аэропорт построен в 1943 году как авиабаза Мусирода ВВС Императорской армии Японии. После окончания войны авиабаза перешла под контроль США и использовалась ВВС США под названием Итадзукэ. Военная база Итадзукэ состояла из самой авиабазы Итадзукэ, базы Хаката, авиабазы Брейди и административного комплекса. Хаката и Брейди располагались отдельно от Итадзукэ, на полуострове, образующем залив Сидзуока. Авиабаза Итадзукэ была крупнейшей авиабазой ВВС США на острове Кюсю, но была закрыта в 1972 году в связи с сокращением бюджета и сокращением американских военных сил на территории Японии.